# Plánice
Plánice település Csehországban, a Klatovyi járásban. Plánice Polánka, Myslív, Měčín, Mochtín, Nalžovské Hory, Předslav, Neurazy, Zborovy, Újezd u Plánice, Nehodiv, Zavlekov, Hnačov, Klatovy, Bolešiny, Mlýnské Struhadlo és Číhaň településekkel határos. Lakosainak száma 1617 fő (2024. január 1.).

## Népesség
A település lakosságának változását az alábbi diagram mutatja:
| Lakosok száma | 4448 | 4584 | 4268 | 2610 | 1903 | 1677 | 1636 | 1653 | 1631 | 1617 |
|               | 1869 | 1890 | 1921 | 1950 | 1980 | 2001 | 2017 | 2019 | 2022 | 2024 |